# Manfred Hauswirth

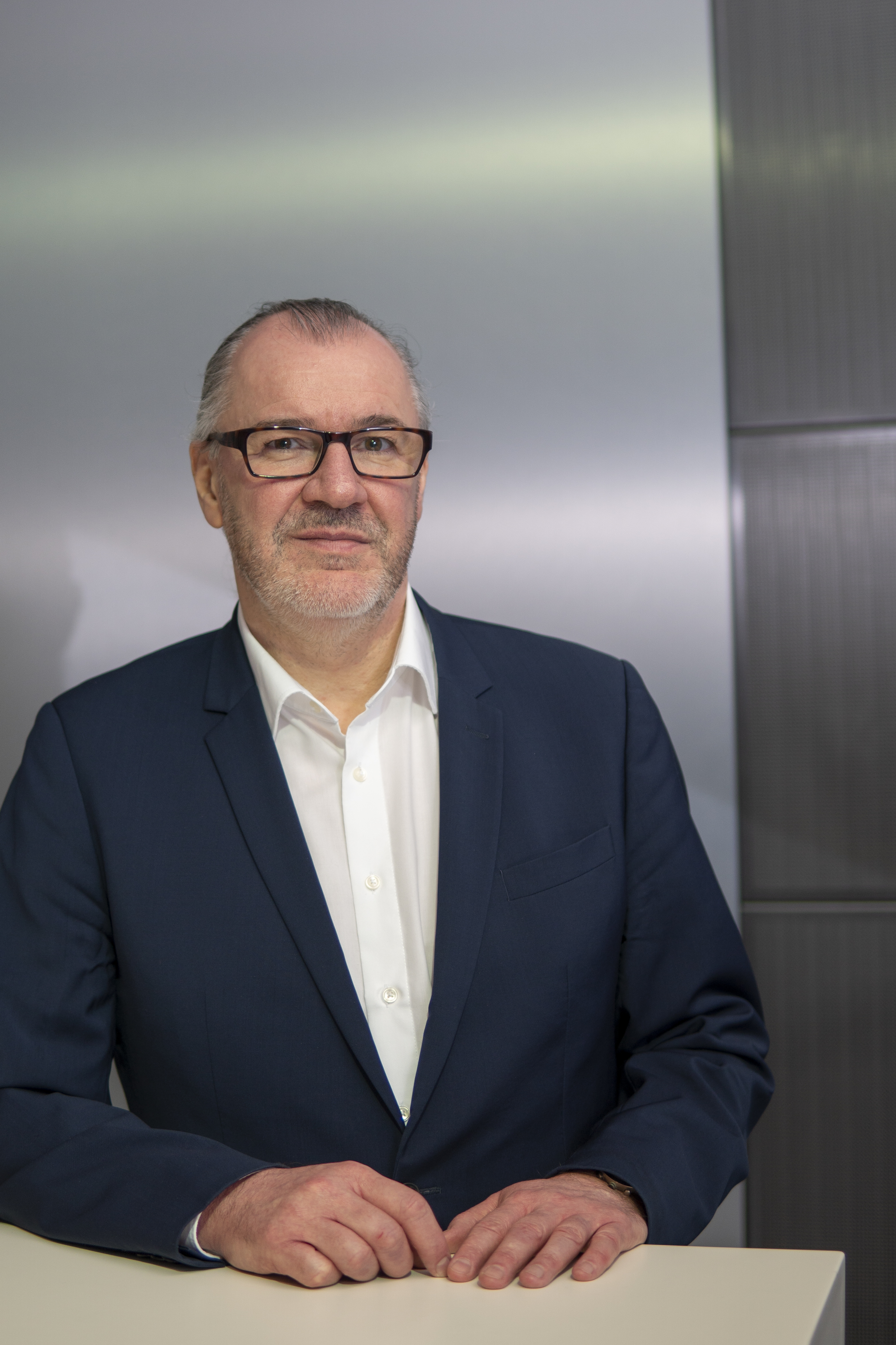
Manfred Hauswirth (2020)

Manfred Hauswirth (* 1966 in St. Johann im Pongau, Österreich) ist ein österreichischer Ingenieur und Universitätsprofessor an der  Technischen Universität Berlin für das Fachgebiet Open Distributed Systems.  Seit dem 1. Oktober 2014 ist er geschäftsführender Institutsleiter des  Fraunhofer-Instituts für Offene Kommunikationssysteme FOKUS.

## Leben
Manfred Hauswirth besuchte in den Jahren 1976 bis 1984 das Bundesgymnasium in St. Johann im Pongau, Österreich. Sein Studium zum Diplom-Ingenieur der Informatik mit Fachausrichtung Systemsoftware  an der  Technischen Universität Wien  schloss er im Jahr 1993  ab. Im Anschluss arbeitete er als wissenschaftlicher Mitarbeiter am Lehrstuhl für Verteilte Systeme an der Technischen Universität Wien. 1999 wurde er bei Mehdi Jazayeri mit der Dissertation „Internet-Scale Push Systems for Information Distribution - Architecture, Components, and Communication“ zum Dr. techn. promoviert und war bis Ende 2001 als Postdoktorand am gleichen Lehrstuhl tätig, bis er 2002 als Senior Researcher an die École polytechnique fédérale de Lausanne wechselte, an der er bis 2006 tätig war.
Anschließend war er acht Jahre lang Vizedirektor des Digital Enterprise Research Institute (DERI) und Professor an der National University of Ireland, Galway. Gemeinsam mit dem geschäftsführenden Direktor Stefan Decker baute er DERI zu einem der weltweit größten Web-Forschungsinstitute auf. DERI wurde im Jahr 2013 nach einer Fusion mehrerer Forschungszentren in Irland Teil von INSIGHT, dem nationalen Datenanalysezentrum Irlands.
Seit dem 1. Oktober 2014 ist Manfred Hauswirth geschäftsführender Institutsleiter des Fraunhofer-Instituts für Offene Kommunikationssysteme FOKUS. Parallel dazu übernahm er die Professur für das Fachgebiet Open Distributed Systems an der Technischen Universität Berlin. Seit April 2019 ist er Direktor am Weizenbaum-Institut für die vernetzte Gesellschaft. Zudem ist Manfred Hauswirth seit Oktober 2019 Co-Sprecher für den Bereich Quantencomputing bei der Fraunhofer-Gesellschaft, seit November 2020 Sprecher des Kompetenznetzwerks Quantencomputing der Fraunhofer-Gesellschaft und seit April 2022 Co-Sprecher des Fraunhofer Strategischen Forschungsfeldes Quantentechnologien. In der Fraunhofer Academy ist er Mitglied des Direktoriums.
Hauswirth forscht zu  verteilten Informationssystemen,  cyber-physischen Systemen, Internet der Dinge, Stromdatenverarbeitung,  Linked Data, Semantik und künstlicher Intelligenz.
Insgesamt hat Manfred Hauswirth ca. 350 Fachbeiträge veröffentlicht (Stand Februar 2020). Er ist Mitautor eines Werkes über verteilte Softwarearchitekturen und mehrerer Buchkapitel über Datenmanagement und Semantik.
Manfred Hauswirth ist in wissenschaftlichen und politischen Gremien zur Gestaltung der Digitalisierung aktiv. Er ist u. a. Principal Investigator und Direktor am Weizenbaum-Institut für die vernetzte Gesellschaft und Principal Investigator im Einstein Center Digital Future (ECDF) und der Helmholtz-Einstein International Berlin Research School in Data Science (HEIBRiDS). Seit Anfang 2020 ist er ebenfalls Principal Investigator im neuen Berliner Institute for the Foundation of Learning and Data (BIFOLD)  Manfred Hauswirth ist außerdem Associate Editor der IEEE Transactions on Services Computing (TSC)  und der ACM Transactions on Internet Technology (TOIT) Journals, Mitglied des IEEE Computer Society Conference Activities Committee, Partner im  Web Science (Trust) Network of Laboratories (WSTNet) und war von 2014 bis 2020 im Aufsichtsrat des EIT ICT Labs Germany (Teil des  Europäischen Instituts für Innovation und Technologie (EIT)). Von 2016 bis 2018 war er Sprecher des Fraunhofer-Leistungszentrums Digitale Vernetzung. Seit 2021 ist er Sprecher des Fraunhofer-Zentrums für die Sicherheit Sozio-Technischer Systeme (SIRIOS).

## Mitgliedschaften
- Institute of Electrical and Electronics Engineers (IEEE Senior Member) sowie IEEE Computer Society Conference Activities Committee
- Association for Computing Machinery (ACM)
- Gesellschaft für Informatik e.V. (GI)
- Branchenausschuss „Digitale Wirtschaft“ der IHK Berlin
- Wissenschaftlicher Beirat HUB4NGI
- Wissenschaftlicher Beirat CONNECT – the Science Foundation, Ireland Research Centre for Future Networks and Communications
- Wissenschaftliches Beratungsgremium des Center for Sensor Web Technologies (CLARITY)
- Wissenschaftlicher Steuerkreis des Daimler Center for Automotive Information Technology Innovations (DCAITI)
- Fachbeirat Salzburg Research
- Geschäftsleitender Ausschuss des Instituts für Informatik an der Universität St. Gallen
- Beirat des Forschungskollegs CAIS – Center for Advanced Internet Studies

## Veröffentlichungen (Auswahl)
- Karl Aberer, Manfred Hauswirth et al.: P-Grid : a self-organizing structured P2P system. In: ACM Sigmond Record. Nr. 23, 2003 (online [abgerufen am 14. Februar 2020]).
- Le Hung Vu, Manfred Hauswirth, Karl Aberer: QoS-based service selection and ranking with trust and reputation management. In: OTM Confederated International Conferences „On the Move to Meaningful Internet Systems“ CoopIS, DOA, and ODBASE. 2005 Lecture Notes in Computer Science. Nr. 3760. Springer, Heidelberg 2005, ISBN 978-3-540-32116-3, S. 466 bis 483 (online [abgerufen am 14. Februar 2020]).
- Karl Aberer, Manfred Hauswirth, Ali Salehi: Infrastructure for data processing in large-scale interconnected sensor networks. 2007 (online [abgerufen am 14. Februar 2020]).
- Danh Le-Phuoc, Minh Dao-Tran, Josiane Parreira, Manfred Hauswirth: A native and adaptive approach for unified processing of linked streams and linked data. In: The Semantic Web – ISWC 2011. Lecture Notes in Computer Science. Nr. 7031. Springer, Heidelberg 2011 (springer.com [abgerufen am 18. Februar 2020]).
- Michael Compton, Manfred Hauswirth et al.: The SSN Ontology of the Semantic Sensor Networks Incubator Group. In: Journal of Web Semantics: Science, Services and Agents on the World Wide Web. Nr. 17, 2012 (sciencedirect.com [abgerufen am 18. Februar 2020]).

## Preise und Auszeichnungen
- 2021 „Honourable mention“ (2. Platz), Semantic Web Science Association (SWSA) Ten-Year Award
- 2021 „Test-of-Time Award“, 22nd IEEE International Conference on Mobile Data Management
- 2014 Semantic Web Challenge, International Semantic Web Conference
- 2013 Best Demo Award, EU Future Internet Assembly (unter allen EU-Projekten)
- 2012 Internet of Things Challenge